# 宇佐高校前站
宇佐高校前站（日语：／ Usakōkōmae eki */?）是位於大分縣宇佐郡宇佐町（現時：宇佐市），大分交通宇佐參宮線的鐵路車站（廢站）。

## 概要
在1916年（大正5年）3月1日，宇佐參宮線全線開通，但是此站還未啟用。後來在1931年（昭和9年）7月29日通知開設中學校前站，後來該站在1938年（昭和13年）6月20日廢除。隨後在1958年（昭和33年）11月25日於同一位置開設宇佐高校前站。該站距離大分縣立宇佐高等學校最近。最後在1965年（昭和40年）8月21日，隨著宇佐參宮線全線廢除使此站被廢除。

## 歷史
- 1958年（昭和33年）11月25日 - 宇佐參宮鐵道的宇佐高校前站啟用[1]。
- 1965年（昭和40年）8月21日 - 宇佐參宮線全線廢除[1]。

## 相鄰車站
大分交通
宇佐參宮線
橋津－宇佐高校前－宇佐八幡

## 注腳
1. 1 2 3 4 5  《日本鐵道旅行地圖帳 全線全站全廢線 12 九州沖繩》（監修：今尾惠介，新潮社，2009年4月發行）60頁
2. ↑  うさ思い出の写真展 クラウス号とその時代 （页面存档备份，存于）（日語） 宇佐市民圖書館

## 相關項目
- 日本鐵路車站列表 U